# Zaleszczotki Wietnamu
Zaleszczotki Wietnamu – ogół taksonów pajęczaków z rzędu zaleszczotków (Pseudoscorpiones), których występowanie stwierdzono na terytorium Wietnamu.
Do 2021 roku z terenu Wietnamu wykazano 62 gatunki zaleszczotków należące do 13 rodzin.

## Podrząd:Epiocheirata

### Nadrodzina:Chthonioidea

#### Rodzina:Chthoniidae
Z Wietnamu podano następujące gatunki:
- Lagynochthonius annamensis (Beier, 1951)
- Lagynochthonius fragilis Judson, 2007
- Lagynochthonius tonkinensis (Beier, 1951)
- Tyrannochthonius pachythorax Redikorzev, 1938
- Tyrannochthonius perpusillus Beier, 1951
- Tyrannochthonius pusillimus Beier, 1951
- Tyrannochthonius robustus Beier, 1951

#### Rodzina:Lechytiidae
Z Wietnamu podano następujący gatunek:
- Lechytia asiatica Redikorzev, 1938

#### Rodzina:Tridentochthoniidae
Z Wietnamu podano następujące gatunki:
- Compsaditha parva Beier, 1951
- Ditha proxima (Beier, 1951)
- Ditha tonkinensis Beier, 1951

## Podrząd:Iocheirata

### Nadrodzina:Cheiridioidea

#### Rodzina:Cheiridiidae
Z Wietnamu podano następujący gatunek:
- Apocheiridium pelagicum Redikorzev, 1938

### Nadrodzina:Cheliferoidea

#### Rodzina:Atemnidae
Z Wietnamu podano następujące gatunki:
- Anatemnus angustus Redikorzev, 1938
- Anatemnus subvermiformis Redikorzev, 1938
- Anatemnus tonkinensis Beier, 1943
- Metatemnus unistriatus (Redikorzev, 1938)
- Oratemnus boettcheri Beier, 1932
- Oratemnus saigonensis (Beier, 1930)
- Oratemnus semidivisus Redikorzev, 1938
- Paratemnoides curtulus (Redikorzev, 1938
- Paratemnoides redikorzevi (Beier, 1951)
- Stenatemnus annamensis Beier, 1951
- Stenatemnus extensus Beier, 1951

#### Rodzina:Cheliferidae
Z Wietnamu podano następujące gatunki:
- Amaurochelifer annamensis Beier, 1951
- Ancistrochelifer agniae Beier, 1951
- Chelifer cancroides (Linnaeus, 1758)
- Lissochelifer gibbosounguiculatus (Beier, 1951)
- Lissochelifer tonkinensis (Beier, 1951)
- Lophochernes alter Beier, 1951
- Lophochernes bisulcus (Thorell, 1889)
- Lophochernes brevipes Redikorzev, 1938
- Lophochernes differens Beier, 1951
- Lophochernes flammipes Beier, 1951
- Lophochernes obtusecarinatus Beier, 1951
- Lophochernes semicarinatus Redikorzev, 1938
- Metachelifer duboscqui Redikorzev, 1938
- Tetrachelifer pusillus (Redikorzev, 1938)
- Tetrachelifer vietnamensis Beier, 1967

#### Rodzina:Chernetidae
Z Wietnamu podano następujące gatunki:
- Megachernes barbatus Beier, 1951
- Megachernes titanius Beier, 1951
- Megachernes vietnamensis Beier, 1967
- Parachernes cocophilus (Simon, 1901)
- Verrucachernes oca Chamberlin, 1947

#### Rodzina:Withiidae
Z Wietnamu podano następujące gatunki:
- Hyperwithius annamensis (Redikorzev, 1938)
- Hyperwithius dawydoffi Beier, 1951
- Hyperwithius tonkinensis Beier, 1951
- Metawithius spiniventer Redikorzev, 1938
- Metawithius yurii (Redikorzev, 1938)

### Nadrodzina:Garypoidea

#### Rodzina:Garypinidae
Z Wietnamu podano następujące gatunki:
- Caecogarypinus pectinodentatus Dashdamirov, 2007
- Garypinus nobilis With, 1906

#### Rodzina:Olpiidae
Z Wietnamu podano następujące gatunki:
- Euryolpium agniae Redikorzev, 1938
- Indolpium funebrum (Redikorzev, 1938)

### Nadrodzina:Neobisioidea

#### Rodzina:Ideoroncidae
Z Wietnamu podano następujący gatunek:
- Nhatrangia dawydoffi Redikorzev, 1938

#### Rodzina:Neobisiidae
Z Wietnamu podano następujące gatunki:
- Bisetocreagris annamensis (Beier, 1951)
- Bisetocreagris indochinensis (Redikorzev, 1938)
- Bisetocreagris orientalis (Chamberlin, 1930)
- Bisetocreagris parablothroides (Beier, 1951)
- Dentocreagris vietnamensis Dashdamirov, 1997
- Stenohya vietnamensis Beier, 1967

### Nadrodzina:Sternophoroidea

#### Rodzina:Sternophoridae
Z Wietnamu podano następujące gatunki:
- Afrosternophorus chamberlini (Redikorzev, 1938)
- Afrosternophorus dawydoffi (Beier, 1951)
- Afrosternophorus fallax Harvey, 1985